# مامادو دانسو
مامادو دانسو (انگلیسی: Mamadou Danso؛ زادهٔ ۲۷ آوریل ۱۹۸۳) بازیکن سابق و مربی فوتبال اهل گامبیا است.
از باشگاه‌هایی که در آن بازی کرده است می‌توان به باشگاه فوتبال مونترال و باشگاه فوتبال پورتلند تیمبرز اشاره کرد.
وی همچنین در تیم ملی فوتبال گامبیا بازی کرده است.